# Barbazan
 Barbazan  (en occitano Barbasan) es una población y comuna francesa, en la región de Mediodía-Pirineos, departamento de Alto Garona, en el distrito de Saint-Gaudens y cantón de Barbazan.

## Demografía
| 525 | 516 | 406 | 386 | 351 | 378 |
| Para los censos de 1962 a 1999 la población legal corresponde a la población sin duplicidades (Fuente: INSEE [Consultar]) |     |     |     |     |     |